# MCS Alpha 1

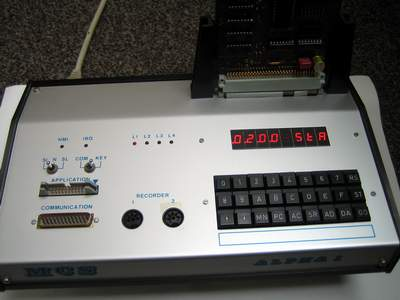
Der Alpha-1 von MCS, die hohe CPU-Karte oben rechts ist nur teilweise zu sehen.

Der ALPHA-1 des Berliner Unternehmens MCS („Micronic Computer Systeme GmbH“) ist ein früher Heimcomputer, der 1977 auf den Markt kam. Er ist stark vom Design des KIM-1 inspiriert, wurde aber deutlich verbessert und
erweitert. Im Gegensatz zu damals erhältlichen Systemen war der Alpha sofort nach dem
Auspacken betriebsbereit.

## Allgemeines
Der ALPHA-1 wurde in drei Ausführungen angeboten: Typ 1 im Alugehäuse mit aufgesetzter CPU-Karte, Typ 2 im Alugehäuse mit eingebauter CPU-Karte, Typ 3 wie Typ 1 im futuristischen Plexiglas-Gehäuse. Der Typ 1 wurde auch als Bausatz angeboten.
Zum Lieferumfang gehörte eine umfangreiche Dokumentation (Handbuch mit Schaltplänen und kommentiertem Monitor-Listing), die MOS-Bücher „Programmier Handbuch“ und „Hardware Handbuch“ in Deutsch sowie Datenblätter von MOS Technologies zum Prozessor 6502 und den I/O-Bausteinen 6532 sowie (informativ) zum 6520, der nicht eingebaut war.

## Aufbau
Die herausragenden Merkmale waren Alu-Gehäuse, eingebautes Netzteil und DIN-Buchsen für zwei Kassettenrekorder, 25-polige Anschlussbuchse für Terminal, Drucker und Lochstreifenleser und -stanzer, 20-poliger DIL-Stecker für den freien Ports des 6532 und CPU-Karte im Europakartenformat mit 6502 und 1 Kilobyte RAM. Sämtliche ICs waren gesockelt. Ein Umschalter diente für die Betriebsarten „Keyboard“ und „Terminal“, ein weiterer beeinflusste den Programmablauf: In der Mittelstellung liefen Programme in Echtzeit, ebenso war ein Einzelschrittmodus vorgesehen oder ein timergesteuerter „Slow Step Modus“. Als große Erleichterung ist der eingebaute „Disassembler“ zu sehen, der die 6502-Mnemonics auf der 7-Segment-Anzeige als Klartext anzeigen konnte. Nach drücken der MN-Taste zeigte das Display beispielsweise statt „A9“ dann „STA“ an.
Software: Der Maschinensprachemonitor (MONA= MONitor Alpha) ist in einem 2 Kilobyte großen EPROM von Texas Instruments eingebaut (TMS 2716), welches sich noch den Luxus von drei Betriebsspannungen erlaubt.
Neben den üblichen Funktionen sind der eingebaute Disassembler zu erwähnen, der mit den Einschränkungen des „7-Segment-Alphabets“ leben muss (Buchstaben wie „K“ oder „X“ sind nicht darstellbar). Dieser Nachteil wird bei Benutzung eines Video-Terminals aufgehoben. Das Betriebssystem MONA wurde im Typ 1 und 3 mit einer Digitaluhr-Routine geliefert, um
einen schnellen Erfolg in der Bedienung des Alpha zu zeigen. In drei Adressen auf der „Zeropage“ wurden Stunde, Minute und Sekunde eingegeben, eine weitere Adresse diente als Steuerregister und nach Start des Monitorprogramms an Stelle FFB2 hatte man eine sechsstellige Digitaluhr. Im Alpha Typ 2 war stattdessen eine Autobaud-Routine eingebaut.
Auf der mitgelieferten Programmkassette waren drei fertige Programme gespeichert: hinter "Einarmiger Bandit" und "Bauer Brösel" verbargen sich die angepassten Programme "Farmer Brown" und "Bandit" von Jim Butterfield aus dem "First Book of KIM-1". Ebenfalls war ein Programm enthalten, um Speicherblöcke (Programme) zu verschieben. Weitere Programme konnten extra erworben werden, die sich zum Teil stark an dem "First Book of KIM" orientierten: Mondlandung, Schach, Musikbox und Meteoritensturm seien hier genannt. Aber auch Eigenentwicklungen wie Alarmanlage oder "frei programmierbare
Steuerung" waren erhältlich.

## Erweiterungen
MCS hat die CPU-Platine des Alpha als Europaplatine mit 64-poliger VG-Leiste entwickelt, die so auch in einem 19-Zoll-Gehäuse Verwendung finden konnte. Dieses System wurde „BETA-8“ genannt und konnte umfangreich konfiguriert werden. Als Zusatzkarten standen beispielsweise verschiedene ROM-, RAM- und IO-Karten zur Verfügung. Ein Video-Interface und Floppys mit zugehörigem Controller waren dann weitere Schritte zum Entwicklungssystem. Als Software-Erweiterungen wurden BASIC, ASSEMBLER-Editor, Debugger und Disassembler angeboten. Für die 2 mal acht Bits freien Ports war ein einfacher I/O Adapter mit Schaltern und Leuchtdioden sowie ein aufwändigerer „I/O-Tester“ erhältlich.